# Mordovia Cup 2008
Il Mordovia Cup 2008 è stato un torneo di tennis facente parte della categoria ATP Challenger Series nell'ambito dell'ATP Challenger Series 2008. Il torneo si è giocato a Saransk in Russia dal 28 luglio al 3 agosto 2008 su campi in terra rossa e aveva un montepremi di $50 000.

## Vincitori

### Singolare
Michail Elgin ha battuto in finale  Denis Istomin con il punteggio di 7–6(6), 3–6, 6–3

### Doppio
Denis Istomin /  Evgenij Kirillov  hanno battuto in finale  Alexandre Krasnoroutsky /  Denis Macukevič con il punteggio di 6–2, 7–6(9)